# Ernest Havet
Eugène Auguste Ernest Havet, född den 11 april 1813 i Paris, död där den 21 december 1889, var en fransk lärd. Han var far till Louis och Julien Havet.  
Havet var 1855–85 professor i latinsk vältalighet vid Collège de France. Han skrev bland annat Le christianisme et ses origines (4 band, 1872–84), som starkt framhöll hellenismens inflytande på kristendomen. Havet utgav Pascals "Pensées" (1852; flera upplagor) i autentisk text med kommentarer. Han invaldes i Académie des sciences morales et politiques 1880.